# تشارلز كليج
تشارلز كليج (بالإنجليزية: John Charles Clegg)‏ (15 يونيو 1850 بشفيلد في المملكة المتحدة - 26 يونيو 1937 بشفيلد في المملكة المتحدة) هو لاعب كرة قدم بريطاني (وحمل سابقاً جنسية المملكة المتحدة لبريطانيا العظمى وأيرلندا) في مركز الهجوم. شارك مع منتخب إنجلترا لكرة القدم. أما مع النوادي، فقد لعب مع شيفيلد وينزداي ونادي شيفيلد.

## وصلات خارجية
- تشارلز كليج على موقع ناشيونال فوتبول تيمز (الإنجليزية)